# Convention nationale républicaine de 1972

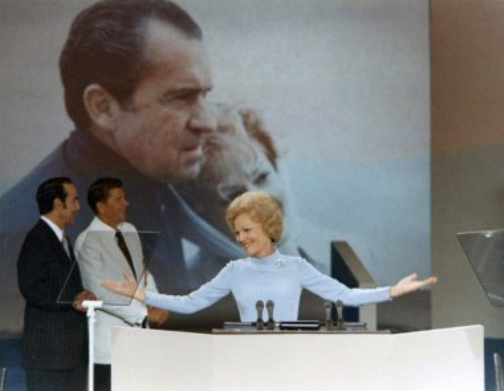
La Première dame Pat Nixon s’adressant à la convention républicaine nationale de 1972.

La convention nationale républicaine de 1972 a eu lieu du 21 août au 23 août 1972 au Miami Beach Convention Center (en) à Miami Beach, en Floride. Elle a désigné, pour l'élection présidentielle américaine de 1972, Richard Nixon pour la présidence et Spiro Agnew pour la vice-présidence.
La convention a été présidée par Gerald Ford, qui succèdera à Nixon après sa victoire aux élections et sa démission à la suite du scandale du Watergate.
C'était la cinquième fois que Nixon avait été désigné par le parti républicain comme président ou vice-président, faisant de Nixon le pendant de Franklin Delano Roosevelt, également nommé à cinq reprises côté démocrate.